# Alchemilla goloskokovii
Alchemilla goloskokovii es una especie de planta del género Alchemilla, perteneciente a la familia Rosaceae.

## Taxonomía
Alchemilla goloskokovii fue descrita por Serguéi Yuzepchuk en 1965.

## Distribución
Se encuentra en el territorio de Kazajistán.